# Guardian Building
Guardian Building (Union Trust Building) – budynek w Detroit w USA. Został zaprojektowany przez Donaldson & Meier i Smith, Hinchman & Grylls Jego budowa, rozpoczęta w roku 1928, zakończyła się w 1929 roku. Został wykonany w stylu art déco. Ma 151 metrów wysokości i 40 pięter nadziemnych. Pod ziemią znajdują się jeszcze 3 kondygnacje. Główna bryła budynku ma 36 pięter i jest zwieńczona dwoma asymetrycznymi iglicami. W chwili ukończenia był najwyższym masońskim budynkiem na świecie oraz drugim co do wysokości w Detroit.
Nazywany jest "katedrą handlu". Jego wnętrze jest bogato zdobione mozaikami oraz ceramiką. Na zewnątrz i wewnątrz budynku znajdują się motywy dotyczące rdzennych mieszkańców Ameryki. Od 1989 roku znajduje się na liście National Register of Historic Places. Jest to lista na której umieszczono obiekty w Stanach Zjednoczonych, wartych zachowania. W czasie II wojny światowej budynek był wykorzystywany do produkcji na rzecz wojny. Był nazywany wtedy "arsenałem demokracji". Na szczycie budynku znajduje się amerykańska flaga.